# Tetramorium banyulense
Tetramorium banyulense är en myrart som beskrevs av Bernard 1983. Tetramorium banyulense ingår i släktet Tetramorium och familjen myror. Inga underarter finns listade i Catalogue of Life.